# Сегона Дівісіо
Сегона Дівісіо (кат. Segona Divisió) — друга за рівнем ліга чемпіонату Андорри. Ліга є напівпрофесійною, тобто в ній беруть участь як аматорські, так і професійні клуби, а також дублюючі команди клубів Прімери Дівісіо.

## Регламент
Клуби проводять турнір у два кола, найкраща команда напряму виходить до Прімери Дівісіо, а друга грає матч плей-оф за вихід проти передостанньої команди Прімери Дівісіо. Переможець здобуває право на участь в елітному дивізіоні Андорри на наступний сезон. Дублюючі команди не мають права підвищення.

## Призери
| Сезон   | Переможець                   | 2 місце                      | 3 місце                      |
| ------- | ---------------------------- | ---------------------------- | ---------------------------- |
| 1999–00 | «Лузітанос»                  | «Депортіво Ла-Массана»       | «Санта-Колома» Б             |
| 2000–01 | «Ранжерс»                    | «Лузітанос Б»                | «Санта-Колома» Б             |
| 2001–02 | «Расінг Андорра»1            | «Керні»                      | «Санта-Колома» Б             |
| 2002–03 | «Енгордані»                  | «Каса Естрелла дель Бенфіка» | «Атлетік Ескальдес»          |
| 2003–04 | «Атлетік Ескальдес»          | «Каса Естрелла дель Бенфіка» | «Депортіво Ла-Массана»       |
| 2004–05 | «Санта-Колома» Б             | «Екстременья»                | «Енгордані»                  |
| 2005–06 | «Енкамп»                     | «Енгордані»                  | «Каса Естрелла дель Бенфіка» |
| 2006–07 | «Каса Естрелла дель Бенфіка» | «Санта-Колома» Б             | «Енгордані»                  |
| 2007–08 | «Уніо Еспортива»             | «Екстременья»                | «Енкамп»                     |
| 2008–09 | «Енкамп»                     | «Атлетік Ескальдес»          | «Лузітанос Б»                |
| 2009–10 | «Каса Естрелла дель Бенфіка» | «Лузітанос Б»                | «Екстременья»                |
| 2010–11 | «Лузітанос Б»                | «Ранжерс»                    | «Енгордані»                  |
| 2011–12 | «Енкамп»                     | «Екстременья»                | «Лузітанос Б»                |
| 2012–13 | «Ордіно»                     | «Лузітанос Б»                | «Санта-Колома» Б             |
| 2013–14 | «Енгордані»                  | «Женлай»                     | «Ранжерс»                    |
| 2014–15 | «Пенья Енкарнада»            | «Атлетік Ескальдес»          | «Ранжерс»                    |
| 2015–16 | «Женлай»                     | «Каррой»                     | «Атлетік Ескальдес»          |
| 2016–17 | «Інтер»                      | «Пенья Енкарнада»            | «Атлетік Америка»            |
| 2017–18 | «Ордіно»                     | «Атлетік Ескальдес»          | «Каррой»                     |
| 2018–19 | «Атлетік Ескальдес»          | «Каррой»                     | «Ла-Массана»                 |
| 2019–20 | «Пенья Енкарнада»            | «Ла-Массана»                 | «Енкамп»                     |
| 2020–21 | «Ордіно»                     | «Ла-Массана»                 | «Енкамп»                     |
| 2021–22 | «Пенья Енкарнада»            | «Ла-Массана»                 | «Екстременья»                |
| 2022–23 | «Пас-де-ла-Каза»             | «Атлетік Америка»            | «Есперанса д'Андорра»        |
| 2023–24 | «Ла-Массана»                 | «Ранжерс»                    | «Санта-Колома» Б             |
| 2024–25 | «Каррой»                     | «Атлетік Америка»            | «Сіті Ескальдес»             |

1Клуб був розформований після завершення сезону, в Прімеру Дівісіо вийшла команда, що здобула 2 місце.